# Poboeiros
Poboeiros (llamada oficialmente San Xoán de Poboeiros) es una parroquia del municipio español de Castro Caldelas, en la provincia de Orense, Galicia.

## Toponimia
La parroquia también es conocida por el nombre de San Juan de Poboeiros.

## Organización territorial
La parroquia está formada por nueve entidades de población:

### Entidades de población
Entidades de población que forman parte de la parroquia:
- Aguil
- Alenza
- Casgüil
- Outeiriño (O Outeiriño)

### Despoblados
Despoblados que forman parte de la parroquia:
- Airavedra
- Barreiras (As Barreiras)
- Castomás
- Os Pelosos
- Pacio

## Demografía
| Gráfica de evolución demográfica de Poboeiros entre 2000 y 2022 |
|                                                                 |
| Datos según el nomenclátor publicado por el INE.                |